# Mobile
«Mobile» — пятый сингл Аврил Лавин с мультиплатинового дебютного альбома Let Go, выпущенный только в Австралии и Новой Зеландии.

## История песни
Написанная Аврил Лавин песня, может содержать предпосылки к тому периоду жизни, когда Аврил взрослела. Согласно её биографии, юная 15-летняя Аврил прибыла в Нью-Йорк на прослушивание в студию Arista Records по приглашении продюсера Питера Зиззо(англ. Peter Zizzo). По сравнению с маленьким городком Напани, Нью-Йорк для Аврил показался гигантским и «бурлящим» жизнью, где все находится в движении. Под впечатлением жизни большого города, Аврил написала песню «Mobile». Что интересно, на прослушиваний продюсеры решили записать первое демо Аврил, где она и исполнила «Mobile». На записи присутствовал глава студии Антонио Рид (англ. Antonio L.A. Reid), он был впечатлён записью и очарован голосом юной Аврил. Вскоре был подписан контракт на запись первого альбома «Let Go».

## Видеоклип
Видеклип к синглу был снят, однако не был выпущен из-за простоты сценария и низкого бюджета. Он не был показан по телевидению и тщательно хранился. Однако спустя 8 лет, всё же клип был неофициально выпущен, и появился он только в январе(5-го числа) 2011 на просторах YouTube.
Буквально с первых секунд и ближе к концу видео показаны: город, большие дома, дорожные знаки, парковки машин, шоссе с пробками, Голливуд, что показывает обстановку большого города и в некой степени отражает смысл песни. Далее, как можем видеть, перед камерой предстает Аврил, поёт и играет на гитаре. Но здесь, например, в отличие от клипа «Complicated», где она выступает вместе со своей группой, Аврил играет одна. Обстановка, в которой снимали клип, довольно таки пустынная — длинное шоссе.